# Ornithological Monographs
Ornithological monographs est une série monographique publiée par l'American Ornithologists' Union.  Cette collection monographique a été créée afin de publier certains articles, trop longs pour paraître dans la revue trimestrielle The Auk éditée par la même association.